# Маланья — голова баранья
«Мала́нья — голова́ бара́нья» (Сказка) — произведение Николая Лескова в жанре сказки-притчи, написанное в 1888 году. Впервые опубликовано после смерти автора в 1899 году в «Ежемесячных литературных приложениях к журналу „Нива“», апрель, № 4, стлб. 673—680. По мотивам сказки в 2015 году снят мультипликационный фильм «Маланья».

## Сюжет
Сказка Лескова повествует о жизни бедной женщины по имени Маланья. Она жила на вершине горы, у подножия которой расположилось село, населённое зажиточными рыболовами и хлебопашцами. Практичные сельчане считали скромную Маланью глупой и нерасчётливой «за то, что она о других больше, чем о себе, думала». На жизнь она себе зарабатывала подработкой у состоятельных соседей. Бескорыстная Маланья никогда никому не отказывала в помощи и в приюте, она поселила в своей тесной избушке двух чужих брошенных детей: сухорукого Ерашку и безногую Живулечку. Родных детей у неё не было. Но жестокие и насмешливые сельчане за её самопожертвование прозвали Маланью «Голова баранья». Однажды в селение попросился на ночлег старичок Живая душа. Как обычно в таких случаях богатые сельчане, в чьих избах «дорогое добро лежит», выпроводили старичка к Маланье. В своём скромном жилье Маланья с готовностью устроила на ночлег старичка. Проснувшись утром, Живая душа понял, что жертвенная хозяйка уступила ему своё место, а сама всю ночь не спала, занимаясь прядением.
Живая душа за всю жизнь не смог найти живую душу среди людей. Лишь милосердная Маланья без колебаний приютила у себя неприкаянного старика. Поражённый её бескорыстием и добротой, аллегорический старичок воскликнул: «Скажи теперь мне за то в одно слово, что у тебя есть в желании — и тебе то у Бога и выпрошу». Но не стала себе выпрашивать Маланья никаких земных благ: «Что мне недостаёт? я и так всегда радостна, а желаю только, чтобы смерть моего порога не переступала, а если придёт, так чтобы за дверью присохла». Сказочный старичок пообещал выполнить её желание, и когда в дом женщины действительно пришла Смерть, то Маланья заставила её присохнуть перед порогом, после чего закрыла Смерть от постороннего взгляда сухим хворостом. Казалось бы, жизнь без смерти должна быть благом, но в селении с тех пор всё пошло наперекосяк: «сильный слабого теснит и бьёт без милости, и нет на злодея в жестоком сердце его никакой угрозы»; слабые же стенают и накликают на себя смерть: «Смертюшка-матушка, где ты завеялась! зачем мир покинула! приди, укрой нас от злодеев наших немилостивых — без тебя они зазнались без памяти!».
Спохватилась тогда Маланья, что напрасно вмешалась в Божий промысел, убрала с лица Смерти хворост и напутствовала её: «Иди, куда тебя Бог послал!». После этого в селении раздался долгожданный погребальный звон: «Нельзя век лютовать и властвовать!» Вместе с добрыми и недобрыми обитателями села умерли и Ерашка с Живулечкой, которым в ту пору перевалило за сто лет. И лишь Маланья — голова баранья продолжала жить, как прежде. Праведница уже и сама забыла своё имя, так что Смерть, пришедшая за Маланьей, вынуждена была спрашивать небеса, какое её имя. В ответ на это ей «упал с неба белый, как снег, чистый камень, как сердце обточенный, и на нём огнистым золотом горит имя: „Любовь“». Притча заканчивается словами Смерти: «Ты не моя, — нет твоего имени в моём приказе: любовь не умирает…».

## История создания и публикации
История написания сказки неизвестна, время её написания оценивается приблизительно 1888 годом. Редактор детского журнала «Игрушечка» А. Н. Толиверова (Якоби) в 1895 году в некрологе Лескову сообщала, что работа над сказкой продолжалась и в начале 1890-х годов:

В 1890 г. он снова сделал вклад в сборник, изданный в память десятилетия «Игрушечки», — отрывок из детских воспоминаний «Коза», и, наконец, в <18>91 году рассказ «Дурачок»; этот рассказ в тот же год был переведён на французский язык. Затем он готовил ещё для моего журнала рассказ «Маланья — голова баранья», но этот рассказ, вероятно, остался не переписанным и находится в его рукописях.— А. Н. Пешкова-Толиверова, «Памяти Николая Семёновича Лескова» (Из моих воспоминаний). — «Игрушечка», 1895, сентябрь, № 9, стр. 393.
Как видно, Толиверова точно запомнила название сказки, но ошибочно называла её рассказом. Произведение предназначалась писателем в подарок для её дочери Веры Тюфяевой. Однако после смерти Лескова издатель «Нивы» А. Ф. Маркс получил у наследников писателя «в полную и вечную собственность» права на издание произведений покойного. Это произошло в 1896 году. В 1899 году несколько посмертных рукописей Николая Семёновича были опубликованы на страницах «Нивы» одновременно с романом Льва Толстого «Воскресение». Впрочем, резкий и желчный в суждениях Н. С. Лесков при жизни в частной переписке называл журналы «Нива» и «Игрушечка» дерьмом. В другом письме (С. Н. Шубинскому) он писал: «Я ещё перелистывал „Ниву“ и всё искал там добрых семян для засеменения молодых душ и не нашёл их: всё старая, затхлая ложь, давно доказавшая свою бессильность и вызывающая себе одно противодействие в материализме. Как бы интересно было прочитать сколько-нибудь умную и сносную критику изданий этого типа, которые топят семейное чтение в потоках старых помоев, давно доказавших свою непригодность и лицемерие. Не могу себе уяснить, что тут можно почтить поздравлением?! Разве то, что, может быть, можно бы издавать и хуже этого… но, может быть, и нельзя. Впрочем, по „Игрушечке“ судя, — можно».
Дальнейшая издательская судьба сказки была непростой. А. Ф. Маркс включил притчу в Полное собрание сочинений Н. С. Лескова 1902—1903 гг. (издание третье) в составе тридцать третьего тома. С тех пор притча не переиздавалась вплоть до 1980-х годов. Составители фундаментального 11-томного Собрания сочинений Н. С. Лескова 1956—1958 гг. по каким-то причинам выпустили сказку из состава художественных текстов, о чём негативно отозвалась рецензент журнала «Русская литература» К. П. Богаевская: «Непонятно, почему оказались за бортом издания такие рассказы, как „Антука“, „Пламенная патриотка“, „Томленье духа“, „Неразменный рубль“, „Дурачок“, „Маланья, голова баранья“?». Притча-сказка Лескова была напечатана только в 1981 году в пятом томе 5-томного Собрания сочинений Н. С. Лескова издательства «Правда» без каких-либо комментариев.

## Дальнейшая судьба
В 2014 году Иркутский областной театр кукол поставил спектакль «Живая душа» в постановке режиссёра-кукольника Юрия Уткина. Художник спектакля Наталья Павлишина. В 2015 году по мотивам сказки режиссёр Игорь Писаренко на киностудии им. М. Горького создал мультипликационный фильм «Маланья». Фильм задуман как поучительная сказка, рассказанная дедушкой маленькой девочке. Художник мультфильма Елена Писаренко, композитор — Любовь Родионова. «Сюжет очень глубокий. Любовь сильнее смерти, она имеет власть над ней, но в то же время обнаруживается необходимость в смерти из-за развращённости, греховности людей. Мы делаем авторское некоммерческое кино, предполагается, что фильм поездит по фестивалям. Для нас это хороший шанс широко заявить о себе», — рассказывают авторы фильма о своей работе. В Российской Федерации произведение начали включать в программы внеклассного чтения на уроках русской литературы учащихся старших классов.

## Анализ
В творчестве Лескова существует цикл детских произведений («Коза», «Пугало»), в которых писатель внушал юным читателям идеал человеческого поведения, поскольку становление юного характера, исправление ошибок без идеала невозможно. Исходя из этого сказку «Маланья — голова баранья» можно отнести к этой категории назидательных произведений для юношества. С другой стороны, по идейному содержанию сказка близка к лесковскому «взрослому» циклу о праведниках («Несмертельный Голован», «Час воли Божией», «Очарованный странник», «Левша»), созданному, преимущественно, в 1880-е годы.
Как и другие притчи Лескова («Дурачок», «Пустоплясы»), она создавалась под сильнейшим влиянием идей Л. Н. Толстого. Человек лесковской притчи предельно прост, его характеризуют лишь его поступки. Лесков не даёт читателю анализа внутреннего мира героев. Описание внешности героев также отсутствует. Фантастические существа (Смерть) действуют наравне с земными персонажами. Повествование лесковской притчи имеет религиозно-моралистический подтекст, находящий открытое разрешение в конце притчи. Язык сказки стилизован под народную речь, насыщен фольклорными образами, поговорками, прибаутками: «живут часом с квасом, а порою с водою», «Христос терпел и нам велел», «даст Бог день — даст и пищу на день» и т. д..
По мнению Ю. В. Шмелёвой, образ лесковской Маланьи восходит к образу святой Иулиании из «Повести об Ульянии Осоргиной». Праведница Иулиания, милосердная ко всем странникам и нищим, в неустанных хлопотах и добрых делах не успевает сходить в церковь, тем не менее, своей праведной жизнью она смогла заслужить царство Божие. Маланья — олицетворение любви, доброты и милосердия. Ей композиционно противопоставлены зажиточные рыбаки и хлебопашцы, — люди жестоких нравов. Е. А. Терехова отмечает, что юродство главных героев Лескова оборачивается святостью, а глупость — мудростью. В этой связи «дурачков», «глупцов» и «простецов», а по сути — праведников Лескова, можно сблизить с положительными героями Ф. М. Достоевского, — так же «юродивыми», «чудаками» и «идиотами». Маланья, как и другие героини-праведницы Лескова, по мнению А. А. Новиковой, в чём-то напоминает одухотворённо-сострадательные женские лики русских икон.
Начиная с 1980-х гг. сказка «Маланья — голова баранья» неоднократно переиздавалась. Постепенно произведение попало в поле зрения литературоведов и критиков. Так, В. А. Богданов считает, что в целом праведники Лескова не одерживают необходимых для «положительного героя» побед. Случай, описанный в сказке «Маланья — голова баранья», едва ли не единственный, когда Лесков позволяет восторжествовать своему идеалу: «Ты не моя, — нет твоего имени в моём приказе: любовь не умирает; ты доживёшь до тех пор, когда правда и милосердие встретятся, и волк ляжет с ягнёнком и не обидит его». Владимир Бибихин касается семантики выражения Лескова «по худу быть» из сказки «Маланья — голова баранья». Ольга Гржибовская даёт следующее жанровое определение произведения: философская сказка, христианская сказка.
Л. В. Пумпянский в книге «Классическая традиция», сравнивая идиллию Гоголя «Старосветские помещики» и полуидиллию сказки «Маланья — голова баранья», отдаёт предпочтение идиллии Гоголя: «Есть святое имя в русской литературе; есть один тяжёлый, грешный человек, который основал полуидиллию на придурковатости блаженной девочки: Н. С. Лесков. Но такие рассказы, как „Маланья — голова баранья“, суть полуидиллии, потому что идиллическое лицо есть обоснование чужого, грешного действия. Два мира не менее отчётливо разделены, чем в античной трагедии. Поэтому его религиозные идиллии, эстетически, ниже „Старосветских помещиков“, где сюжета нет вовсе». По мнению В. П. Пазиловой, идея лесковской притчи перекликается с суждениями старца Луки в его монологе горьковской пьесы «На дне».
Критик Сергей Захарян пишет, что найти новый сюжет, отзывающийся вечностью, позволяющий думать и говорить о самом главном в себе, — редкая удача: «У Лескова — гигантская, невероятная даже для великой русской литературы ёмкость слова: на трёх страничках сказки — весь мир, вся жизнь. И слово, способное дойти до людей всех возрастов, — если найти для него точный звук и крас».